# Punta Perotti
Punta Perotti è un parco urbano ed ex complesso immobiliare che fu edificato sul lungomare di Bari nel 1995. Prende il nome di Armando Perotti, a cui è dedicata la strada.

## Storia
L'opera fu realizzata dai gruppi imprenditoriali Andidero, Matarrese e Quistelli, che ricevettero l'autorizzazione dal Comune di Bari in quanto i terreni erano considerati edificabili ai sensi del P.R.G., ma l'impatto ambientale dell'enorme struttura causò l'avvio di indagini da parte della magistratura per appurarne l'effettiva regolarità.

### Inchiesta giudiziaria
Nel marzo del 1997, il gip di Bari ordinò il sequestro preventivo di suoli e palazzi relativi alla lottizzazione Punta Perotti. L'enorme complesso immobiliare, secondo i magistrati, deturpava un'area naturale protetta (la zona costiera). Tale sequestro preventivo venne subito impugnato in Cassazione dalle imprese interessate, nel novembre del 1997 la Cassazione annullò il sequestro perché l'area in cui si trovava il complesso, secondo il P.R.G., non era vincolata.
Nel febbraio del 1999 il processo arrivò ad una sentenza di primo grado: i costruttori vennero assolti in quanto in possesso di regolare autorizzazione a costruire (basata su leggi urbanistiche regionali), ma venne ordinata la confisca del complesso ed il suo trasferimento al patrimonio del comune perché realizzato in contrasto con la normativa nazionale (che vietava di edificare in zone costiere), e quindi abusivo. Nel giugno del 2000 la corte di appello confermò l'assoluzione degli imputati ed inoltre ordinò la restituzione di edifici e terreni al costruttore, annullando la confisca imposta dalla sentenza di primo grado. Il processo si concluse nel gennaio del 2001, quando la cassazione annullò la sentenza di appello, ripristinando la confisca della lottizzazione. La società proprietaria del lotto però propose il ricorso alla Corte europea dei diritti dell'uomo contro lo Stato italiano, ritenendo la confisca incompatibile con l'assoluzione degli imputati.
Il 28 giugno 2018, la Corte europea dei diritti dell’uomo, con sentenza inappellabile, ha dato ragione ai ricorrenti in quanto la confisca non poteva essere effettuata in assenza di una sentenza di condanna per abusivismo.
L'abbattimento del cosiddetto "ecomostro" tramite cariche di dinamite, avvenuto in tre fasi nei giorni 2, 23 e 24 aprile 2006, provocò una richiesta di risarcimento da parte dei costruttori: nel novembre 2010 il tribunale di Bari, recependo la decisione della Corte europea dei diritti dell'uomo del gennaio 2009, che dava ragione ai costruttori, ha emesso ingiunzione contro il sindaco Michele Emiliano: il comune deve restituire i terreni ed i fabbricati (che però non ci sono più).
Le macerie del palazzo sono state sotterrate sul posto nonché parzialmente ridotte in ghiaia e utilizzate per la riqualificazione del lungomare. Dopo l'abbattimento si è proceduto a preparare l'area per la costruzione di un parco pubblico, con la realizzazione di impianti sportivi e aree a verde. Inoltre, è stata realizzata una stele in bronzo in ricordo delle 16 vittime del disastro aereo del volo Tuninter 1153 Bari-Djerba del 6 agosto 2005, in memoria dei quali sono stati anche piantati nel parco 16 alberi di ulivo.

### Risarcimento ai costruttori
La società dei costruttori non ottenne risarcimento e ricorse nuovamente alla Corte europea dei diritti dell'uomo, che nel maggio 2012 condannò lo Stato italiano a pagare 49 milioni di euro quale risarcimento alle imprese danneggiate. Nel 2013 il sodalizio dei costruttori incassò il risarcimento dallo Stato italiano, suscitando la reazione dei politici baresi. Nel 2014 i costruttori, riuniti in consorzio, hanno presentato un nuovo progetto per riqualificare l'area.

## Disputa giudiziaria
Nel gennaio 1995 iniziarono i lavori di edificazione, successivamente il ministero per i Beni e le Attività Culturali, ministero dell'Ambiente e della Tutela del Territorio e del Mare e Legambiente avviarono la vertenza contro i costruttori.
Di seguito la cronologia della vicenda:
- marzo 1997: la Procura di Bari ordina la confisca dell'edificio
- novembre 1997: la Corte di Cassazione accettando il ricorso dei costruttori dispone il dissequestro dell'edificio
- febbraio 1999: la giudice Maria Mitola dichiara la costruzione abusiva quindi ordina nuovamente confisca
- giugno 2000: la Corte di Appello di Bari revoca il provvedimento di confisca
- ottobre 2000: il Procuratore Generale presso la Corte d'Appello ricorre per Cassazione contro la sentenza di appello
- gennaio 2001: la Cassazione dispone il ripristino della confisca e i costruttori annunciano azione legale per richiesta di risarcimento dei danni
- febbraio 2001: il sindaco di Bari riceve dalla Procura della Repubblica la sentenza della Corte di Cassazione
- settembre 2002: le imprese costruttrici notificano a Comune di Bari, Regione Puglia e Soprintendenza ai beni ambientali e culturali di Bari una formale richiesta di risarcimento dei danni materiali e d'immagine
- maggio 2004: i costruttori pignorano l'edificio
- novembre 2004: iniziano colloqui tra amministratori comunali baresi e avvocati dei costruttori per trovare una soluzione concordata
- ottobre 2005: il giudice di appello Di Lalla revoca l'ordinanza del giudice di esecuzione dichiarando pignorabile l'area su cui insistono i fabbricati e disponendone la demolizione
- febbraio 2006: il comune di Bari annuncia le date per la demolizione
- aprile 2006: i fabbricati sono abbattuti con esplosivi
- maggio 2006: inizia l'istruttoria sulle azioni di risarcimento promosse dai costruttori contro il Comune, Regione e Soprintendenza ai Beni artistici
- gennaio 2009: secondo la Corte europea dei diritti dell'uomo la confisca è avvenuta in violazione del diritto della protezione della proprietà privata e della Convenzione dei diritti dell'uomo
- novembre 2010: il giudice per l'udienza preliminare del Tribunale di Bari Antonio Lovecchio ha revocato la confisca dei suoli, su cui sorgevano gli edifici, restituendoli ai costruttori legittimi proprietari.[13]
- maggio 2012: sentenza della Corte europea dei diritti dell'uomo che condanna lo Stato italiano a pagare 49 milioni di euro alle imprese che costruirono Punta Perotti per risarcimento.[14]
- giugno 2018: la Corte di Strasburgo condanna ulteriormente lo Stato italiano poiché fu violata una proprietà privata.[15][16]
- marzo 2019: La Corte d'appello di Bari approva la richiesta, avanzata dagli imprenditori Matarrese, in merito alla super perizia di risarcimento.[17]